# Chants de Noël polonais
Les Chants de Noël polonais sont une œuvre de Witold Lutosławski écrite en 1946.
Au nombre de vingt, ils sont inspirés d'une compilation de chants, réalisée par Michal Mioduszewski dans le milieu du XIXe siècle. 
Ils ont été écrits initialement pour voix soliste et piano, puis transcrits près de quarante ans plus tard pour chœurs et orchestre. 
La première de la version pianistique eut lieu à Cracovie en janvier 1947 par Aniela Szemlinska et Jan Hoffman au piano. La création de la version orchestrale eut lieu à Londres le 15 décembre 1985 par le London Sinfonietta avec Marie Slorach comme soliste. 
L'exécution de l'œuvre demande environ 40 minutes.